# Lego Star Wars: Das Erwachen der Macht
Lego Star Wars: Das Erwachen der Macht (Eigenschreibweise: LEGO STAR WARS: DAS ERWACHEN DER MACHT, englischer Originaltitel: Lego Star Wars: The Force Awakens) ist ein Action-Adventure, das auf dem gleichnamigen Spielfilm basiert und von Warner Bros. Interactive Entertainment bzw. Feral Interactive (macOS) veröffentlicht und von TT Fusion für Android, iOS, Microsoft Windows, Nintendo 3DS, macOS X, PlayStation 3, PlayStation 4, PlayStation Vita, Wii U, Xbox 360 und Xbox One entwickelt wurde. Das Computerspiel stellt den fünften Teil der Lego-Star-Wars-Reihe dar und ist der Nachfolger von Lego Star Wars III: The Clone Wars.
Am 5. April 2022 erschien mit Lego Star Wars: Die Skywalker Saga ein Nachfolger.

## Spielprinzip
Die Spielmechanik von Lego Star Wars: Das Erwachen der Macht ähnelt dem anderer zuvor von TT Games entwickelter Lego-Videospiele. Das level- und bewegungsbasierte Action-Adventure kombiniert eine Arcade-artige Charaktersteuerung mit nur wenigen Aktionsbefehlen mit Spielelementen eines Adventures aus Umgebungserkundung, Lösen von Rätseln und Sammeln von Gegenständen. Ein oder zwei Spieler kontrollieren wahlweise eine von mehreren Haupt- oder Nebenfiguren aus der Third-Person-Perspektive. Jeder Held verfügt dabei über besondere Fähigkeiten, Hilfsmittel oder Waffen. So besitzt beispielsweise Chewbacca Sprengsätze, mit denen silbern glänzende Lego-Steine zerstört werden können und Han Solo ein Elektrofernglas, mit dem man an bestimmten Stellen im Spiel die Umgebung scannen kann. Um die Umgebungsrätsel zu lösen, muss meist zwischen mehreren Figuren gewechselt und kooperiert werden. Das Spiel enthält 240 verschiedene spielbare Charaktere, „legofizierte“ Versionen der Original-Schauspieler, und diverse Orte aus dem Star-Wars-Universum. Im freien Spiel können mit einem Charaktereditor zehn weitere Spielfiguren zusammengestellt werden.
Das primäre Spielziel ist das Absolvieren der Kampagne, die mit dem Auffinden von Luke Skywalker endet. Das sekundäre Ziel ist das Erforschen, Sammeln und Freischalten aller Trophäen, also mit 100 % Spielfortschritt abzuschließen.

### Bewegung

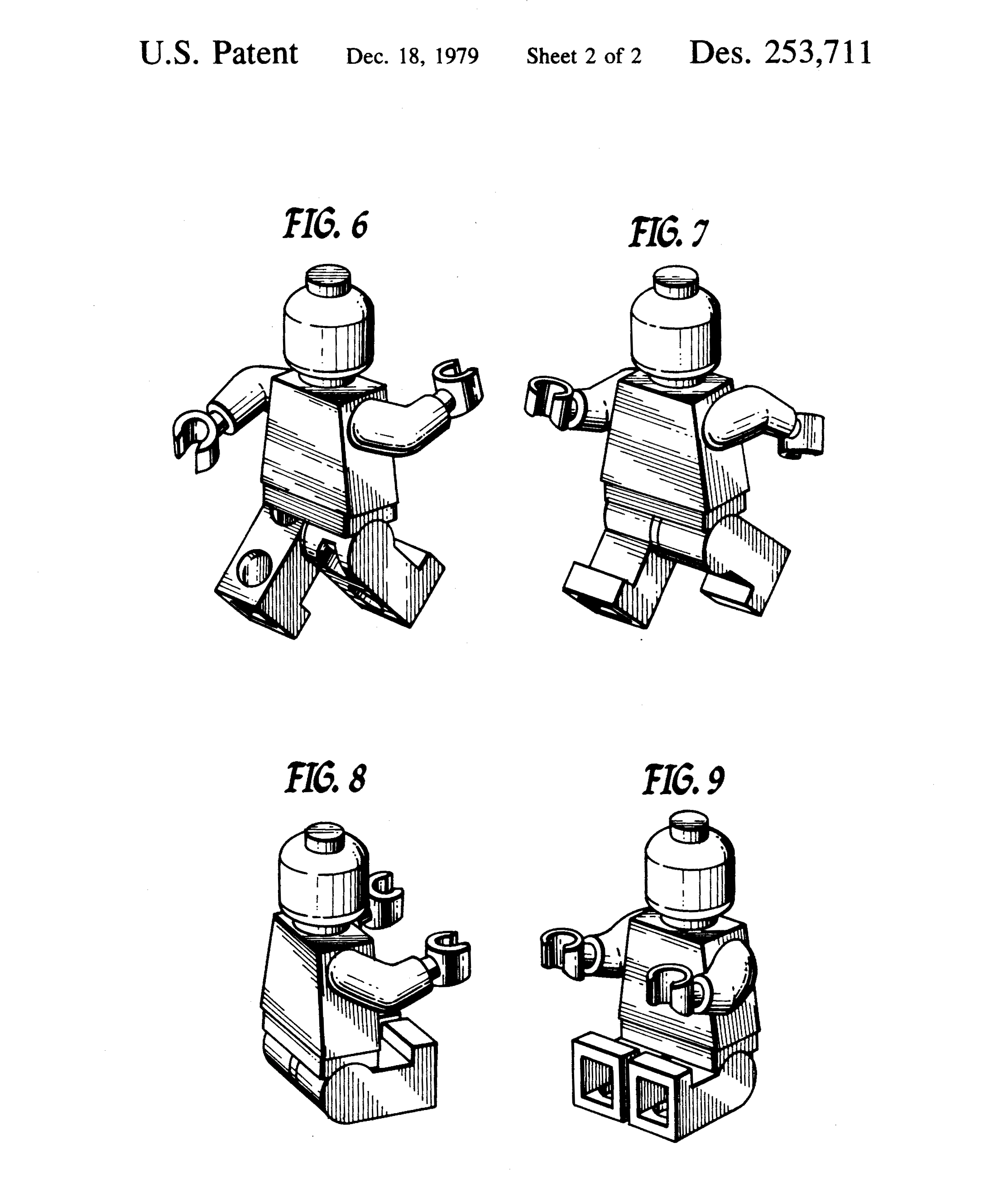
Die Spielfiguren sind Minifiguren nachempfunden.

Die Bewegungssteuerung erfolgt entweder über die Tastatur (WASD-Steuerung) oder mit dem linken Analogstick eines Gamepads. Die „Minifig“-Figuren laufen (oder rollen) überwiegend auf horizontalen Oberflächen, können springen, seitlich ausweichen, an vorgegebenen Stellen klettern, kriechen und schwingen sowie mit Terminals interagieren. Wenige Charaktere haben die Fähigkeit zum Doppelsprung. Die Figuren können nah- und fernkämpfen, Umgebungsrätsel lösen und Legosteine, die In-Game-Währung, sammeln. Zudem können einige Tiere („Mounts“) geritten und Miniatur-Raumschiffe („Microfighter“) über den Boden geflogen werden. Verbündete Nicht-Spieler-Charaktere (NPC) folgen dem oder den Spielern automatisch mit geringem Abstand, sofern die Levelgeometrie es ermöglicht.

### Kampfsystem
Die Bodenkämpfe erfolgen zumeist im Nahkampf („Close Quarters Battle“) mit Lichtschwertern, Stäben oder mit Fäusten. Die meisten Gegner können im Stile eines simplen Hack and Slay durch reines Button mashing besiegt werden. Einige Charaktere verfügen über einen Finishing Move, der in Zeitlupe ausgeführt wird.
Der Fernkampf wird fast ausschließlich mit automatischen Schusswaffen („Blaster“) auf Sicht geführt, manchmal lassen sich auch stationäre Geschütze und Kampfläufer nutzen. Die Feuerwaffen unterscheiden sich hauptsächlich in ihrer Kadenz, nicht in ihrer Trefferwirkung. Wegen unbegrenzter Munition kann im Dauerfeuer gespielt werden („sprayen“). Mit einem Fadenkreuz können Gegner anvisiert werden, eine Zielsuchunterstützung („auto-aim“) erleichtert dabei den Feuerkampf. In wenigen Abschnitten können die Charaktere aus einer Deckung heraus feuern („cover shooter“). Bei voller Kraftanzeige kann ein kontextsensitiver Spezialangriff („Power-up“) ausgeführt werden.
Der Weltraum- und Luftkampf im X-Wing oder im Millennium Falken wird ebenfalls aus der Third-Person-Perspektive mit Zielkreuz ausgetragen. Es gibt sowohl Szenarien auf definierten Flugbahnen („Rail Shooter“) als auch mit Dogfight innerhalb begrenzter Luftkorridore.
Die Gegner unterteilen sich in imperiale Sturmtruppen, die stehend aus der Entfernung schießen („ranged“), und zumeist Trupps, die von einer Mindestdistanz („aggro range“) getriggert auf den Spieler zulaufen und einen unkoordinierten Nahkampf suchen („mêlée“). Nach drei Schusstreffern zerfallen die Sturmtruppler in ihre Bestandteile. Endgegner mit deutlich mehr Trefferpunkten („hit points“) sind erkennbar an einer kreisförmigen Restenergieanzeige. Verbündete Minifigs können durch Eigenbeschuss verletzt werden. Stirbt ein Charakter im Kampf oder durch Absturz, spawnt er unmittelbar und unbegrenzt an nahezu gleicher Stelle. Durch die Unsterblichkeit kann das Spiel nicht verloren werden, ohne ein Game over oder „Permadeath“ bleiben Fehlentscheidungen konsequenzlos.

### Bonussystem
Die In-Game-Währung sind Studs sowie rote und goldene 2×2-Legosteine („Bricks“), die gesammelt werden können. Rote Herzen steigern die Lebensenergie. Über die Spielewelt sind zudem Sammelgegenstände wie z. B. graue Karbonitsteine verteilt. Um alle (versteckten) Gegenstände („Collectibles“) eines Levels zu sammeln, muss der Spieler diese nach Abschluss der Kampagne und Freischalten aller Helden erneut aufsuchen, was dem Wiederspielwert verbessert. In jedem der 18 Level befindet sich zehn Mini-Kits, ein roter und zwei goldene Bricks, ein dritter kann jeweils durch das Sammeln von Studs freigespielt werden. 60 Trophäen können freischalten werden. Im freien Spiel lassen sich zudem weitere Quests absolvieren. Das Aufleveln von Spielfiguren durch Loot oder Items ist nicht möglich, diese dienen nur dem Freischalten zusätzlicher Charaktere, Skins oder Mini-Raumschiffen.

### Spielmodi
Das Spiel kann entweder im Einzelspieler- oder im Koop-Modus mit Split Screen gespielt werden, einen Online-Modus gibt es nicht. Der konstant niedrige Schwierigkeitsgrad des Spiels kann nicht variiert werden. Während eines Spielabschnitts kann der Spielstand nicht gesichert werden. Laut Computer Bild dauern die Level zwischen 30 und 45 Minuten, so dass die Story-Kampagne rund 8 Stunden Spielzeit bietet, die Gesamtspieldauer wird auf 30 Stunden geschätzt.

## Leveldesign
Wie bereits bei seinen vier Vorgängern besteht die Spielumgebung vollständig aus Klemmbausteinen bzw. ist in deren Formsprache gehalten. Die architektonische Gestaltung der Innenlevel und die landschaftliche Gestaltung der Außenlevel sowie deren Illumination orientiert sich am Szenenbild der Spielfilme. Die meisten Level sind jedoch schlauchartigen mit nur einem Lösungspfad aufgebaut, wodurch Backtracking maßgeblich vermieden wird. Die Levelgeometrie ist hauptsächlich horizontal, lediglich einige Kletterpassagen sorgen für Vertikalität. Die dominierende Bildlauf („scrolling“) ist von links nach rechts sowie von vorn nach hinten. An zahlreichen Stellen innerhalb der Level müssen Rätsel bzw. Rätselketten gelöst werden, um den nächsten Abschnitt zu erreichen. Dabei handelt es sich häufig um Puzzle-artige Aufgaben, bei denen beispielsweise Steinblöcke oder Zahnräder zu montieren oder mechanische Maschinen richtig zu bedienen oder positionieren sind. Einige Gegenstände können über den Boden geschoben, geöffnet oder gesprengt werden. Manche Rätsel sind actionbasiert, da sie während eines Feuergefechts absolviert werden müssen oder sogar direkt in einen Kampf integriert sind. So muss die Spielfigur zum Beispiel in einem Abschnitt während des Kampfes einen in Deckung befindlichen Gegner umgehen und von einer höher und seitlich gelegten Plattform aus bekämpfen. Die Umgebungsrätsel können immer nur auf genau eine Art gelöst und nicht umgangen werden, alternative Spielstile sind nicht möglich. Alle in einem Level bewirkten Änderungen werden nach Verlassen zurückgesetzt und sind folglich nicht persistent. Triggerpunkte im Level starten die Zwischen- und Skriptsequenzen. Die Texturen der Minifig und Items haben einen plastelinen Polymerlook.

### Schauplätze
Die Spielewelt ist in neun atmosphärische Planeten und einem Raumschiff unterteilt, dabei werden Innen- mit Außenlevel kombiniert und kleine Open-World-Areale fungieren als Spiele-Hub.
- Endor (Prolog) ist ein stark bewaldeter Mond, der den Schutzschildgenerator des zweiten Todessterns beherbergt und Heimatplanet der Ewoks ist.
- Jakku (Kapitel 1–3) ist ein Sandwüstenplanet, auf dem Rey im Außenposten Niima aufwuchs und im Goazon-Ödland Schrott sammelt. Im Dorf Tuanul wohnen Mitglieder der Kirche der Macht.
- Der Millennium Falke (Kapitel 4) ist ein leichter Raumfrachter, der von der Corellianischen Ingenieurgesellschaft als Zivilfrachtschiff entwickelt wurde, und dessen Innenräume begehbar sind.
- Takodana (Kapitel 5–6) ist ein Waldplanet, auf dem sich das Kastell und Spelunke der Piratin Maz Kanata befindet.
- D’Qar (Kapitel 7) ist ein Waldplanet, der dem Widerstand unter General Leia Organa als Raumflottenstützpunkt dient.
- Die Starkiller-Basis (Kapitel 8–10) ist eine mobile Festung der Ersten Ordnung und beherbergt eine Superwaffe von planetarer Größe.
- Ahch-To (Epilog) ist ein Ozeanplanet mit kleinen Inseln, Gründungsort des Jedi-Orden und selbstgewähltes Exil von Luke Skywalker.
- Kerroc (Bonuslevel „Der Rote Räuber“) ist ein unwirtlicher Planet, auf dem die Erste Ordnung einen Stützpunkt unterhält.
- Twon Ketee (Bonuslevel „Rathtarenjagd“) ist ein giftiger Sumpfplanet und Heimat der wirbellosen Spezies Rathtar.
- Taul ist ein säurehaltiger Planet im Outer Rim. Das Bonuslevel „Ärger über Taul“ spielt in einer abstürzenden Hammerhead-Korvette in dessen Orbit.

Acht Bonusmissionen können freigespielt werden. Vier weitere Level sind als Downloadable Content erhältlich.

## Handlung
Nach dem Prolog, dem „Kampf um Endor“ aus Die Rückkehr der Jedi-Ritter (Episode 6), der auch als Tutorial dient und die Spielmechanik erklärt, folgt „Das Erwachen der Macht“ in 10 Kapiteln ziemlich genau chronologisch der Erzählung des Spielfilms, allerdings als „lustig inszenierte Hommage“, „albern und unbekümmert“ mit einigem „Slapstick“. Die von Kylo Ren befohlene Exekution der Dorfbevölkerung von Tuanul auf Jakku und sein Vatermord fehlen. Die Kampagne endet mit dem Epilog „Lukes Insel“. Neben der Filmadaption thematisiert das Spiel auch die Zeitspanne von 30 Jahren zwischen Die Rückkehr der Jedi-Ritter und Das Erwachen der Macht. Bei den zusätzlichen Inhalten, die die Hintergrundgeschichten einzelner Charaktere ausarbeiten, räumte die Produktionsfirma Lucasfilm dem Entwicklerstudio weitgehend kreative Freiheit ein. Die Dialoge wurden unter der Leitung des Skriptautors Graham Goring entwickelt.
Die Erzählung ist streng linear und wird durch Dialoge und Zwischensequenzen („cutscenes“) inhaltlich vorangetrieben. Die Entscheidungen des Spielers haben keinen Einfluss auf das Narrativ, sind also nicht interaktiv.

## Darstellung
Die Grafik-Engine der Windows-Version unterstützt die Programmierschnittstellen DirectX9c und X11 und bietet optional Kantenglättung (Antialiasing), Schattenwurf, Bewegungsunschärfe, Schärfentiefe sowie atmosphärische Beleuchtung. Die Bildauflösung kann von SVGA (800×600 Pixel) bis 2K (2560×1440 px) geändert werden. Im Spiel folgt die Kamera der Spielfigur in der Third-Person-Perspektive, stellt sie mittig in ihrer dreidimensionalen Umgebung dar. Die Position der Kamera und ihr Betrachtungswinkel kann vom Spieler begrenzt beeinflusst werden. Die grafische Benutzeroberfläche (GUI) informiert über die zwei ausgewählten Charaktere, deren Lebenspunkte und die Gesamtpunktezahl. Eine runde Minimap am unteren linken Bildrand erleichtert die Orientierung und zeigt Points of Interests (POI).

## Synchronisation und Soundtrack
Die englische Synchronisation sprachen die Schauspieler Daisy Ridley, Oscar Isaac, John Boyega, Adam Driver, Carrie Fisher, Harrison Ford, Anthony Daniels, Domhnall Gleeson, Gwendoline Christie und Max von Sydow für ihre jeweilige Rolle ein, zudem Bill Kipsang Rotich als Nien Nunb, Christian Simpson als C'Ai Threnalli und Tom Kane, der seine Sprecherrolle als Admiral Ackbar aus verschiedenen Star-Wars-Videospielen wieder aufnahm. Archivaufnahmen aus dem Spielfilm dienen ebenfalls als Dialogmaterial für das Spiel.
Für die deutsche Synchronisation des Prologs engagierte das Entwicklerstudio nahezu alle deutschen Originalsprecher aus der klassischen Trilogie, um ihre ehemaligen Filmrollen erneut einzusprechen. Wolfgang Pampel spricht als Feststimme von Harrison Ford, Hans-Georg Panczak als Mark Hamill, Friedhelm Ptok als Ian McDiarmid und Reiner Schöne als James Earl Jones / Darth Vader. Auch für die Haupthandlung wurden die deutschen Synchronsprecher aus dem Spielfilm erneut beauftragt. Für die Zusatzmissionen konnte man wie für die Haupthandlung unter anderem Katrin Fröhlich (Captain Phasma), Axel Lutter (Admiral Ackbar), Joachim Tennstedt (C-3PO) und Jürgen Thormann (Lor San Tekka) gewinnen.
Als Soundtrack wurde die originale Filmmusik des US-amerikanischen Komponisten John Williams lizenziert. Auch der Wilhelmsschrei ist zu hören.

## Rezeption
Lego Star Wars: Das Erwachen der Macht wurde von der Fachpresse überwiegend positiv aufgenommen. Der Metascore des Aggregators Metacritic reicht von 72 % (Windows) bis 78 % (PS4).

„Die gute Balance zwischen Ballern und Rätseln macht das neue Lego Star Wars zu einem sehr kurzweiligen Spiel – und für noch mehr Vielfalt haben TT Games sich sogar bei der Konkurrenz bedient: Wie in Tomb Raider springen und schwingen Sie sich – meist mit der akrobatischen Ray – über so manchen Abgrund und hangeln sich an Sturmtruppen vorbei oder hechten mit Han Solo & Co. in einer Uncharted-artigen Rennsequenz im Millenniumfalken vor einem riesigen Ratharen-Monster davon. Völlig überraschend hat man in den bunten Genre-Mix sogar typische Shooter-Einlagen der Marke Gears of War eingebettet.“

„Generell ist Lego Star Wars besonders eins: Fanservice. Die originalgetreuten Umgebungen, die unzähligen Charaktere, das ikonische Text-Intro, der Soundtrack mit Originalmelodien und diverse Anspielungen – Kenner der Filmreihe nehmen aus dem Spiel wesentlich mehr mit als der Rest. […] Es ist ein weiteres Spiel nach der Lego-Blaupause und wer zuvor keinen großen Gefallen an den Lego-Spielen gefunden hat, wird vermutlich auch mit der neuen Star-Wars-Umsetzung nicht wirklich warm.“

“Despite the amount of original content, there is too much leaning on past successes. The Lego recipe hasn’t changed much, so the collecting of studs and gold bricks […] becomes repetitive. […] Ultimately, it’s a beautifully animated action-adventure game with occasionally spectacular views from space and of magnificent landscapes on various planets.”

„Trotz der Fülle an originalen Inhalten stützt man sich zu sehr auf vergangene Erfolge. Das Lego-Rezept hat sich nicht viel verändert, so dass sich das Sammeln von Stiften und Goldsteinen […] repetitiv wird. […] Letztlich handelt es sich um ein wunderschön animiertes Action-Adventure mit gelegentlich spektakulären Aufnahmen aus dem Weltall und von herrlichen Landschaften auf verschiedenen Planeten.“

Andy Kelly bezeichnet das Spiel im englischen Computerspielmagazin PC Gamer als ein „durchschnittliches Actionspiel, gerettet durch einen charmanten Sinn für Humor und einen mitreißenden Sinn für Spaß.“ Das US-amerikanische Online-Magazin GameSpot bewertete die Wii-U-Version des Spiels mit 7 von 10 möglichen Punkten. Mehrere Publikationen kritisieren Programmabstürze und Programmfehler, durch die Level unlösbar wurden.